# 藤戸町
藤戸町（ふじとちょう）は、岡山県児島郡に存在した地方自治体である。1889年（明治22年）に藤戸村（ふじとそん）として発足し、町制移行を経て、1954年（昭和29年）に倉敷市（初代）へ編入合併した。現在の倉敷市藤戸（天城）地区にあたる。
明治維新後、町村制が施行されるまでの間に、藤戸町とほぼ同一範囲で天城村（あまきそん）を称していた時期がある。同村およびその前後についても本項にて記述する。

## 概要
藤戸町は倉敷川の中流域の両岸に跨り、周囲は平坦な干拓地が多い地域の中にあって、小高い山々の多い地形であり、面積4.8 km2であった。「藤戸」「天城（あまき）」（藤戸は現在「藤戸町藤戸」、天城は「藤戸町」および「天城台」1丁目〜4丁目」）の大字が含まれた。現在、旧町域は天城小学校区として残り、約8,000人が居住している。
江戸時代、天城は児島郡を治める天城池田藩の陣屋町、藤戸は藤戸寺の門前町であった。倉敷川を挟んで対岸にある両地区は岡山から児島郡を経由し四国へと渡る金刀比羅街道が通り、交通の要衝としても栄た。現在も県道22号線（通称：天城街道）と旧金刀比羅街道の県道165号が通り、自動車の往来が多い場所に位置し町並み保存が行われていないにもかかわらず当時の街並みが多く残っている。

## 行政

### 明治初期〜町村制施行まで
明治2年の版籍奉還後、同2年旧藩が廃止された。藤戸地域を治めていた岡山藩では事実上、大庄屋・名主・五人組頭などの役職・名称を廃止して、同3年から大里正・里正・目代の役職・名称を用いていることが、中島本家（中島貢氏）や旧藤戸町役場などの所蔵文書で確認されている。当時、天城村の大里正は中島賢吉、藤戸村は大里正は日笠武一郎であった。
明治4年7月、廃藩置県により、当時の岡山県は12郡777村、うち児島郡は91村（高5万石余）からなっていたが、同5年11月に岡山県を41区に分かち、戸長を置いて区を支配させることとした。うち児島郡は第36区から第41区までを6区に分けた。そして区の下に小区を置き、副戸長をおいて支配させることとした。児島郡は44小区からなっており、藤戸村は粒江村と第36区2番小区を、天城村は同区4番小区をなしていた。そして日笠武一郎と中島賢吉とは大里正から引続いて、それぞれ第36区（6番小区まで）と第37区（3番小区まで）の戸長となっている。
同7年3月、岡山県に16ヵ所の会議所を置き、種々の問題を審議することとした。児島郡では第13番会議所（36区・37区）が藤戸村の藤戸寺に、第14番会議所（38区・39区）が尾原村（現、倉敷市尾原）に、第15番会議所（40区・41区）が八浜村（現、玉野市八浜）に置かれた。そして区長・副区長（2〜3区にいずれか一名）、戸長・副戸長（1〜2小区に正副一名ずつ）、保長（一村に一名）、甲長（25戸に一名）を置き、それぞれの区域を治めさせた。
同10年11月、区長・戸長を廃し、会議所も廃止して、区務所と戸長役場が設置された。従来の区制の代りに郡を1区とした大区（児島郡は第7区）と、戸長役場区域（児島郡は11区域）とが新たに策定された。区務所には区長を置いて区内の事務を取り扱わせた。児島郡の区役所は迫間村（現、玉野市迫間）に設置された。戸長役場には戸長2名を置いてその区域の事務を取り扱わせた。戸長役場区域は数力村から十数力村にわたり、各村には副戸長1〜2名を定めて村内の事務をとりまとめた。藤戸村と天城村は、福江村・曽原村・串田村（いずれも現在は倉敷市、郷内地域内）・粒江村・粒浦村・八軒屋村・黒石村（いずれも現在は倉敷市、粒江地区内）・浦田村（現在は倉敷市、葦高・福田町の各地区内）の村々と第10戸長役場に属していた。第10戸長役場の戸長は井上信一郎と山本省三、藤戸村の副戸長は星島寛、天城村の副戸長は小川馬太郎と安田竹太であった。
同11年7月には郡区町村編制法が制定され、従前の区割を廃して新しく郡区町村を編制し、新たに郡長・区長・戸長を置き、戸長は町村民の公選により、その町村の事務を執った。児島郡は90村からなり、役所を味野村（現在は倉敷市児島地域、味野地区内）に置いた。天城村の戸長は井上信一郎（のち同15年県会議となる）・中島源太郎・安田竹太らが勤め、藤戸村の戸長は星島寛、星島謹一郎らが勤めている。
同16年2月には従来の行政区割を改正、児島郡を32部に分かち、その区域に新たな村名を設定し、従来の村名を部落・大字とした。各村に戸長と用掛とを置いて事務にあたらせた。第10部を旧天城村・旧藤戸村とし、この2旧村域をもって新たに天城村とした。旧天城村と旧藤戸村は、それぞれ天城村天城と天城村藤戸と称することとなり、現在の藤戸地区の範囲は、このときに確定した。なお、この天城村の戸長は星島謹一郎・星島逸造・藤田秀雄らが勤めている。

### 町村制施行後
同21年4月、市制・町村制が公布され、同22年6月1日から施行された。児島郡は31力村となり、従来の第10部天城村の区域を新たに藤戸村として発足した。旧天城村天城・天城村藤戸は、それぞれ藤戸村天城・藤戸村藤戸とし、村役場を藤戸村天城に設置した。同39年6月、岡山県知事から町制施行の諮問があったが、村会は時期尚早として答申した。
その後、商工業も発達し人口が増加したため、大正4年11月10日、大正天皇の御大典記念として町制を施行。藤戸村は藤戸町へ改称した。
昭和に入ると、地方自治制合理化のために町村合併の動きが出てくることとなり、藤戸町でも将来の発展をはかるために、藤戸町は将来他の市町村と合併すべきものであるとの考えは、早くから町内識者の間で考えられていた。
昭和27年12月の町長選挙にあたって、この考えが表面化し、立候補者の山本主一はこの問題を一つのスローガンとして町長に当選した。翌28年1月、町議会議員と町当局者によって合併促進研究会を組織した。同年3月には町議会議員の改選が行われたので、メンバー変更を行った。
藤戸町を囲む倉敷市・茶屋町・灘崎町・郷内村などについて研究を行い、同年6月部落毎に懇談会を開いて、それまでの研究結果を発表し町民の意向を聴取した。これにより大勢は倉敷市への合併を希望する意向が強いことが明らかとなった。そこで倉敷市への合併について、さらに研究を進めるとともに、倉敷市へその意向を打診した。
昭和29年9月、研究と内交渉を一通り完了を受け、藤戸寺を会場にして町民代表大会を開き、その経過と結果を発表した。同10月には部落ごとに説明会を開催して、最終的な賛否の回答を求めた。一方、倉敷市とは合併条件について、10月21日に最後の交渉を行い、合併はほぼ内定した。
11月11日午前9時20分、町議会において、12月1日から藤戸町を廃して倉敷市に編入合併することを満場一致をもって議決した。日を同じくして倉敷市議会においても、藤戸町を合併する件が満場一致で議決された。
その後事務の整理や引継を行って、12月1日午前0時から藤戸町は倉敷市の一部となり、町役場は倉敷市役所の藤戸支所となった。同日午前10時から藤戸寺において盛大な合併記念式を挙行した。合併当時の町長山本主一、町議会議長日笠祝平、同副議長村瀬久治、合併委員長江口一平らが出席した。

### 人口の推移
明治17年から大正14年に至る41年間の戸数の増加は44%、人口の増加は23%で、国や県の増加単に比して、人口増加率（国の増加率59%）がかなり低かった。

## 役場
明治同22年6月1日の藤戸村発足時、同村天城に役場を設置していたが、同40年6月、村役場を天城本町146番地の民家を借受けて移転した。
しかし執務上の不便を生じたので、大正2年1月には、同村藤戸58番地（字 寺下）に移転した。町制移行後、大正13年4月、藤戸352番地（字寺下）に町役場を新築することとなり、工事に着手。同年10月竣工、12月移転して、新庁舎で事務をとることとなった。
総工費は7500余円であった。前年の大正12年3月31日には郡制が廃止されたので（実施は同15年7月1日）、町役場の事務も複雑となり、このとき新庁舎が出来上がったことは好都合であった。
倉敷市へ合併後は、同市役所藤戸支所となった。その後、昭和55年（1980年）に市役所藤戸出張所を旧役場跡に新築し、現在は藤戸市民サービースコーナーとなっている。

## 歴代首長
| 代                                                | 氏名       | 着任年月     | 退任年月     | 備考                   |
| ------------------------------------------------- | ---------- | ------------ | ------------ | ---------------------- |
| 1                                                 | 日笠哲夫   | 明治22年7月  | 明治24年2月  | 藤戸村新設             |
| 2                                                 | 藤田秀雄   | 明治24年3月  | 明治25年3月  |                        |
| 3                                                 | 中島維三郎 | 明治25年3月  | 明治29年12月 |                        |
| 4                                                 | 〃         | 明治33年12   | 明治33年12月 |                        |
| 5                                                 | 星島寛     | 明治33年12月 | 明治37年12月 |                        |
| 6                                                 | 〃         | 明治38年1月  | 明治38年2月  |                        |
| 7                                                 | 星島逸造   | 明治38年5月  | 明治40年1月  |                        |
| 8                                                 | 中島維三郎 | 明治40年2月  | 明治44年2月  |                        |
| 9                                                 | 星島昂一   | 明治44年3月  | 大正4年3月   | 町制施行、藤戸町へ改称 |
| 10                                                | 〃         | 大正4年3月   | 大正8年3月   |                        |
| 11                                                | 〃         | 大正8年3月   | 大正12年3月  |                        |
| 12                                                | 〃         | 大正12年3月  | 大正13年7月  |                        |
| 13                                                | 〃         | 大正13年9月  | 大正13年10月 |                        |
| 14                                                | 三澤若次郎 | 大正13年10月 | 昭和3年4月   |                        |
| 15                                                | 日笠斐夫   | 昭和3年5月   | 昭和7年4月   |                        |
| 16                                                | 〃         | 昭和7年5月   | 昭和11年4月  |                        |
| 17                                                | 星島昂一   | 昭和11年7月  | 昭和12年1月  |                        |
| 18                                                | 平野最太郎 | 昭和12年2月  | 昭和16年9月  |                        |
| 19                                                | 〃         | 昭和16年2月  | 昭和16年3月  |                        |
| 20                                                | 林昇       | 昭和16年4月  | 昭和20年3月  |                        |
| 21                                                | 秋山幸平   | 昭和20年4月  | 昭和20年11月 |                        |
| 22                                                | 星島睦雄   | 昭和22年4月  | 昭和22年10月 |                        |
| 23                                                | 田中浩治   | 昭和23年12月 | 昭和27年12月 |                        |
| 24                                                | 山本主一   | 昭和27年12月 | 昭和29年11月 | 旧倉敷市へ編入合併     |
| 参考文献 - 藤戸町誌編集委員会『藤戸町誌』昭和30年 |            |              |              |                        |

## 沿革

### 歴史

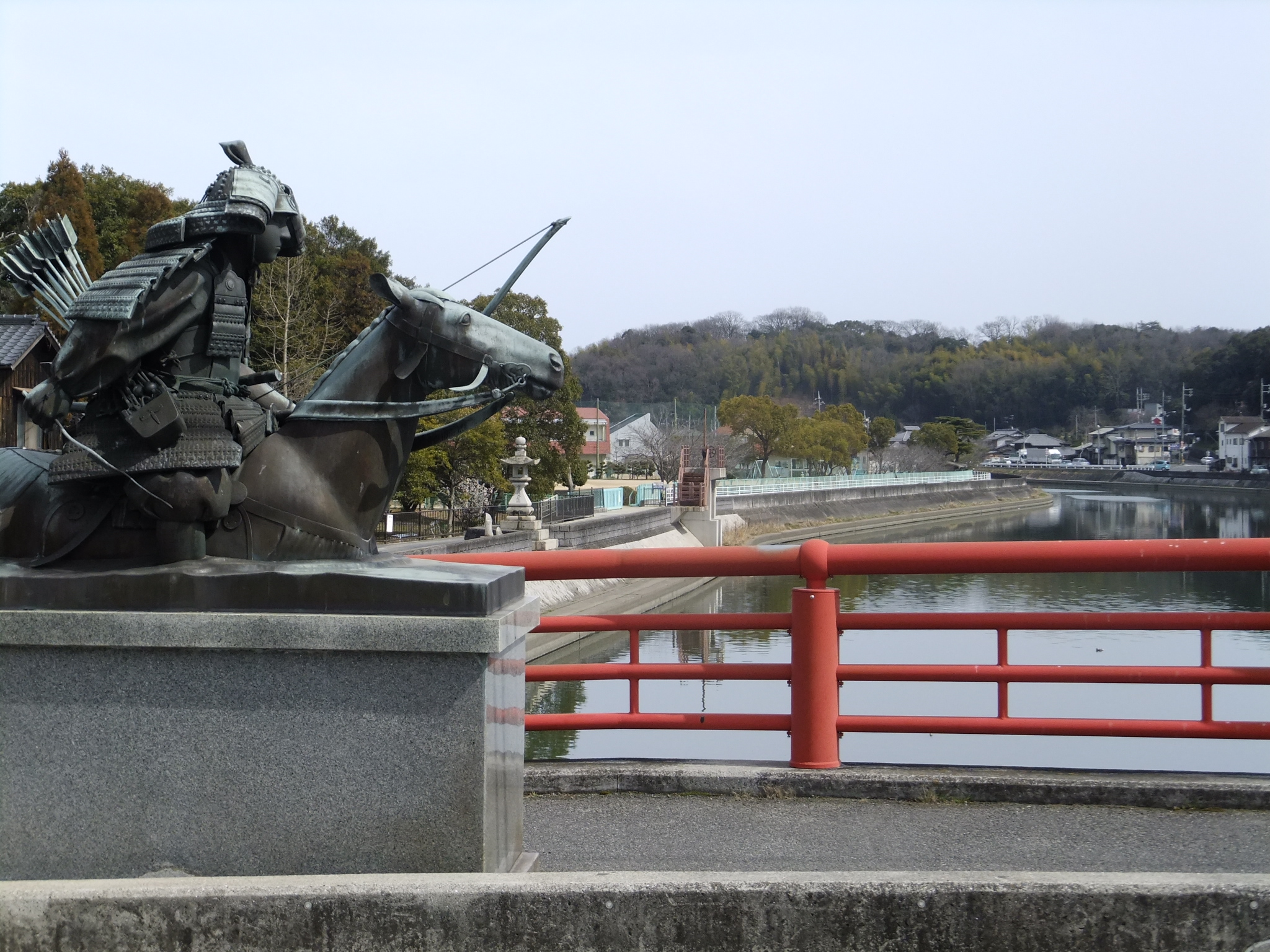
盛綱橋と佐々木盛綱の銅像

藤戸の由来は海峡の潮がぶつかり合うことでできた模様が風に吹かれた藤の花に似ていたことから、戸とは狭きところを意味していると云われている。天城の由来は15世紀中頃の室町時代に尼子氏の家臣であった天野六左衛門が城を構えたことから天野の城を意味している、など諸説ある。
吉備児島と呼ばれた離島の北側にあった藤戸は古来、周辺が｢吉備の中海｣と呼ばれた内海で、畿内と九州を結ぶ瀬戸内海の主要航路にあったが、本州側からの河川の堆積によって干潟が増えたことで船が通れるのはやがて藤戸だけとなり｢藤戸海峡｣と呼ばれる潮の流れの速い難所になった。江戸時代初期には干拓が進み海峡は倉敷川に、吉備児島は児島半島になったことで海運航路は外海の下津井に移り、藤戸は運河と街道が交わる所となった。

### 年表
- 1184年（元暦元年） - 源平合戦・藤戸の戦いがおこる。
- 1603年（慶長8年） - 池田忠継が28万石で岡山に入封、岡山藩池田家の支配地になる。
- 1639年（寛永16年） - 一国一城令により下津井城が廃城となり城代・池田由成が天城陣屋を構え児島郡を支配する。
- 1883年（明治16年）2月 - 藤戸村と天城村が合併して天城村となる。
- 1889年（明治22年）6月1日 - 市町村制施行。天城村が藤戸村に改名。
- 1915年（大正4年）11月10日  - 藤戸村が町制施行して藤戸町発足。
- 1924年（大正13年）12月 - 町役場を天城から藤戸に移転。
- 1954年（昭和29年）12月1日 - 倉敷市（初代）に編入される。同日藤戸町廃止。

## 当時の主要施設
- 藤戸町役場 - 現在の倉敷市役所藤戸市民サービスコーナーの場所に所在
- 岡山県立天城高等学校
- 天城小学校

## 名勝・史跡
- 源平合戦古戦場
- 藤戸寺
- 天城陣屋跡
- 日本基督教団天城教会

## 交通

### 鉄道
- 下津井電鉄線（1972年廃止）
  - 天城駅 - 藤戸駅

## 出身・ゆかりのある人物
- 津下紋太郎（カルピス製造社長）
- 星島謹一郎（貴族院議員）
- 星島義兵衛（岡山商工会議所初代会頭）
- 星島二郎（衆議院議長）